# Aloe metallica
Aloe metallica é uma espécie de liliopsida do gênero Aloe, pertencente à família Asphodelaceae.